# Patricia del Pozo
Patricia del Pozo Fernández (Sevilla, 26 de octubre de 1969) es una política española del Partido Popular, que se desempeña como Consejera de Cultura y Deporte de la Junta de Andalucía, tras haber dirigido varias consejerías anteriormente. Es diputada por Sevilla en el Parlamento de Andalucía y anteriormente lo ha sido en el Congreso de los Diputados. 

## Biografía
Licenciada en Derecho. Cuenta con cursos de doctorado en Escocia y Bruselas en Derecho Comunitario. Asesora del Grupo Popular en Andalucía. Miembro del Comité Ejecutivo Regional desde octubre de 2004. Secretaria del Comité de Derechos y Garantías del PP-A desde 1999 a 2004.
Como diputada, ha sido vocal de la Comisión de Administraciones Públicas, vocal de la Comisión Mixta de los Derechos de la Mujer y de Igualdad Oportunidades y vocal de la Comisión no permanente para las políticas integrales de la discapacidad.
El 14 de diciembre de 2011 pasó a ser vicepresidenta segunda del Parlamento de Andalucía. Sustituyó a María José García-Pelayo, que dejó su puesto al ser elegida senadora.
Desde el 19 de abril de 2012 fue secretaria primera del Parlamento de Andalucía hasta el 19 de abril de 2015.
El 21 de enero de 2019, el presidente de la Junta de Andalucía, Juan Manuel Moreno Bonilla la nombró consejera de Cultura y Patrimonio Histórico, cargo del que tomó posesión el 22 de enero de 2019. En 2022, tras las elecciones al Parlamento de Andalucía y la formación del nuevo consejo de Gobierno, fue nombrada consejera de Desarrollo Educativo y Formación Profesional.